# Жалац, Габриэла
Габриела Жалац (хорв. Gabrijela Žalac; р. 4 февраля 1979, Винковци, Хорватия) — хорватский экономист, чиновник, министр регионального развития и фондов Евросоюза в правительстве Андрея Пленковича.

## Биография
В 2002 году окончила экономический факультет Осиецкого университета. С 2009 года обучается в докторантуре по управлению (менеджменту) в том же университете.. В течение более чем десяти лет работала над разработкой и внедрением проектов, в том числе с использованием средств европейских фондов. Была, в частности, директором департамента иностранных и европейских дел в исполнительной власти Вуковарско-Сремского округа и председателем агентства регионального развития «Hrast» (с хорв. «дуб»).
Член партии Хорватского демократического содружества (ХДС) с 2007 года, входит в состав двух комитетов этой партии: по региональному развитию и фондам ЕС и экономики.
В октябре 2016 года как выдвиженка ХДС заняла должность министра регионального развития и управления европейскими фондами в хорватском правительстве.
Замужем, мать троих детей.
Владеет английским и немецким языками.